# Podișor, Giurgiu
Podișor este un sat în comuna Bucșani din județul Giurgiu, Muntenia, România. La recensământul din 2002 avea o populație de 612 locuitori.